# 周浩晖
周浩晖（1977年11月16日—），中国作家、编剧，生于江苏省扬州市。代表作为“刑警罗飞”系列悬疑小说，被称为“中国的东野圭吾”。

## 著作

### 长篇小说
《凶画》、《鬼望坡》、《恐怖谷》、《雅库玛的诅咒》、《死亡通知单之暗黑者》、《死亡通知单之宿命》、《死亡通知单之离别曲》、《邪恶催眠师》、《邪恶催眠师2》、《邪恶催眠师3》。

### 中篇小说
《斗宴》、《承诺》、《惩罚》、《生死翡翠湖》。

### 短篇小说
《床下》、《致命的遗嘱》、《禁屋》、《溺死者》、《意外事故》、《套子里的人》、《黑暗中的女孩》、《剑·箭》、《密码》、《味绝天下》、《拆烩鲢鱼头》、《三吃三套鸭》、《狮王争霸》、《欢喜霸王脸》。